# Koziejki (rejon świsłocki)
Koziejki (biał. Казейкі, Kaziejki; ros. Казейки, Kaziejki) – wieś na Białorusi, w obwodzie grodzieńskim, w rejonie świsłockim, w sielsowiecie Świsłocz.
Współcześnie wieś obejmuje także dawną wieś Duchy.

## Historia
W XIX i w początkach XX w. położone były w Rosji, w guberni grodzieńskiej, w powiecie wołkowyskim, w gminie Świsłocz.
W dwudziestoleciu międzywojennym leżały w Polsce, w województwie białostockim, w powiecie wołkowyskim, w gminie Świsłocz. W 1921 Koziejki liczyły 18 mieszkańców, zamieszkałych w 2 budynkach, wyłącznie Białorusinów wyznania prawosławnego. Duchy liczyły zaś 63 mieszkańców, zamieszkałych w 9 budynkach, w tym 42 Białorusinów i 21 Polaków. 42 mieszkańców było wyznania prawosławnego i 21 rzymskokatolickiego.
Po II wojnie światowej w granicach Związku Sowieckiego. Od 1991 w niepodległej Białorusi.